# Lijst van afleveringen van Deadwood
Dit artikel bevat een lijst van afleveringen van Deadwood.
Dit is een populaire westernserie die gaat over het gelijknamige mijnwerkersstadje. De serie omvat 3 jaargangen.

## Seizoen 1
- Aflevering 1: Deadwood
- Aflevering 2: Deep Water
- Aflevering 3: Reconnoitering the rim
- Aflevering 4: Here was a man
- Aflevering 5: The trial of Jack McCall
- Aflevering 6: Plague
- Aflevering 7: Bullock returns to the camp
- Aflevering 8: Suffer the little children
- Aflevering 9: No other sons or daughters
- Aflevering 10: Mister Wu
- Aflevering 11: Jewel's boot is made for walking
- Aflevering 12: Sold under sin

## Seizoen 2
- Aflevering 1: A Lie Agreed Upon, Part 1
- Aflevering 2: A Lie Agreed Upon, Part 2
- Aflevering 3: New Money
- Aflevering 4: Requiem For A Gleet
- Aflevering 5: Complications (Formerly: Difficulties)
- Aflevering 6: Something Very Expensive
- Aflevering 7: E.B. Was Left Out
- Aflevering 8: Childish Things
- Aflevering 9: Amalgamation And Capital
- Aflevering 10: Advances, None Miraculous
- Aflevering 11: The Wores Can Come
- Aflevering 12: Boy-The-Earth-Talks-To

## Seizoen 3
- Aflevering 1: Tell Your God to Ready for Blood
- Aflevering 2: I Am Not the Fine Man You Take Me For
- Aflevering 3: True Colors
- Aflevering 4: Full Faith And Credit
- Aflevering 5: A Two-Headed Beast
- Aflevering 6: A Rich Find
- Aflevering 7: Unauthorized Cinnamon
- Aflevering 8: Leviathan Smiles
- Aflevering 9: Amateur Night
- Aflevering 10: A Constant Throb
- Aflevering 11: The Catbird Seat
- Aflevering 12: Tell Him Something Pretty